# Scarabaeus fitzsimonsi
Scarabaeus fitzsimonsi är en skalbaggsart som beskrevs av Ferreira 1953. Scarabaeus fitzsimonsi ingår i släktet Scarabaeus och familjen bladhorningar. Inga underarter finns listade i Catalogue of Life.